# 류근지
류근지(柳根知, 1984년 6월 17일 ~ )는 대한민국의 현재 회사원이자 전 개그맨이다.

## 주요 이력
대전 출신이며, 2008년 연극배우 첫 데뷔하였고 이듬해 2009년 KBS 24기 공채 개그맨 정식 데뷔하였다. 그는 키가 187cm에 달하는 장신인데 그의 대표작에는 〈꽃미남 수사대〉등이 있다.

## 출연 프로그램
- 〈개그 콘서트〉
  - 〈꽃미남 수사대〉범인 역
  - 〈국가대표〉
  - 〈8차원 주식회사〉
  - 〈나를 술 푸게 하는 세상〉
  - 〈사이보그지만 괜찮아〉
  - 〈슈퍼스타 KBS〉
  - 〈트랜드 쇼〉
  - 〈러브 아티스트스트스〉
  - 〈착한척 하지마〉
  - 〈애정남〉진행자 역
  - 〈희극 여배우들〉진행자 역
  - 〈거지의 품격〉거지 역
  - 〈핑크 레이디〉
  - 〈불편한 진실〉
  - 〈기다려 늑대〉철수 역
  - 〈아빠와 아들〉
  - 〈시청률의 제왕〉아이돌 배우 역
  - 〈놈놈놈〉점원 역 (여러 가지 직업으로 나온다)
  - 〈선배, 선배!〉근지 선배 역
  - 〈이.개.세 (이 개그맨들이 사는 세상)〉
  - 〈아름다운 구속〉
  - 〈환상의 커플〉
  - 〈유.전.자 (유행을 전파하는 자)〉
  - 〈봉숭아학당〉 프로듀스 104등 류사무엘(김사무엘), 저몸 역
  - 〈올라옵show〉
  - 〈조별과제〉
  - 〈내시천하〉내시 1 역
  - 〈다있Show〉진행자 역
- 〈일단 뜨겁게 청소하라〉

## 수상
- 2011년 KBS 연예대상 코미디부문 최우수코너상

## 홍보 대사
- 2022년 홍천경찰서 홍보대사[1]

## 그 외
- 배우 송중기와 어린 시절부터 각별한 관계인 것으로 알려져 있다.[2]

## 기타활동
- 개그콘서트 야구단 - 주장 (2012~현재)

### 유행어
- 괄호열고 00하고 00하며 괄호닫고!(시청률의 제왕)
- 00 맛있게 드세요!(놈놈놈)
- 미나리 먹고 미쳤냐? 도라지 먹고 돌았냐? 생강 먹고 생각좀 해(유전자)
- 농구있네 축구싶냐 내가 너를 두고 볼링 (유전자)